# Jean Chassagne
Jean Chassagne, född den 26 juli 1881 i La Croisille-sur-Briance, avliden den 13 april 1947 i samma stad, var en fransk racerförare. Han deltog i första världskriget som stridspilot. 
Chassagne började tävla i bilsport i början av 1910-talet. Han körde Grand Prix racing för Sunbeam och deltog i Indianapolis 500 tre gånger: 1914, 1920 och 1921. Största framgången kom 1922 då han som första icke-britt segrade i RAC Tourist Trophy. Senare i karriären tävlade han i sportvagnsracing och körde Le Mans 24-timmars sex år i rad mellan 1925 och 1930, de tre sista åren med Bentley. 